# Baratonia
Baratonia  è una frazione del comune di Varisella situata a 471  m s.l.m. Prima di essere aggregata a Varisella il paese fu capoluogo di un comune autonomo. Nel Medioevo Baratonia fu al centro dei vasti domini dei visconti di Baratonia e sede di un munito castello, del quale rimangono oggi pochi resti.

## Geografia fisica

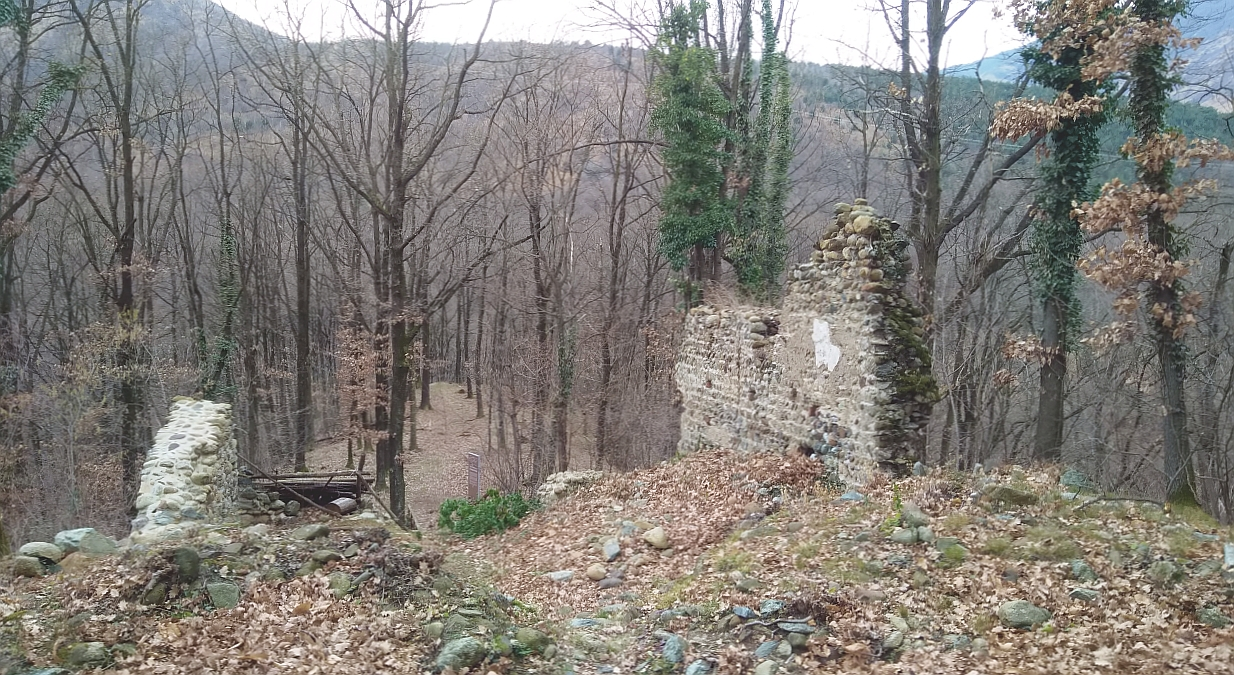
I ruderi del castello

La frazione Baratonia è collocata nella bassa Val Ceronda sulle pendici nord-orientali del monte Bernard. L'attuale nucleo domina in destra idrografica il torrente Ceronda, mentre i ruderi del castello si trovano a est dell'abitato.

## Storia

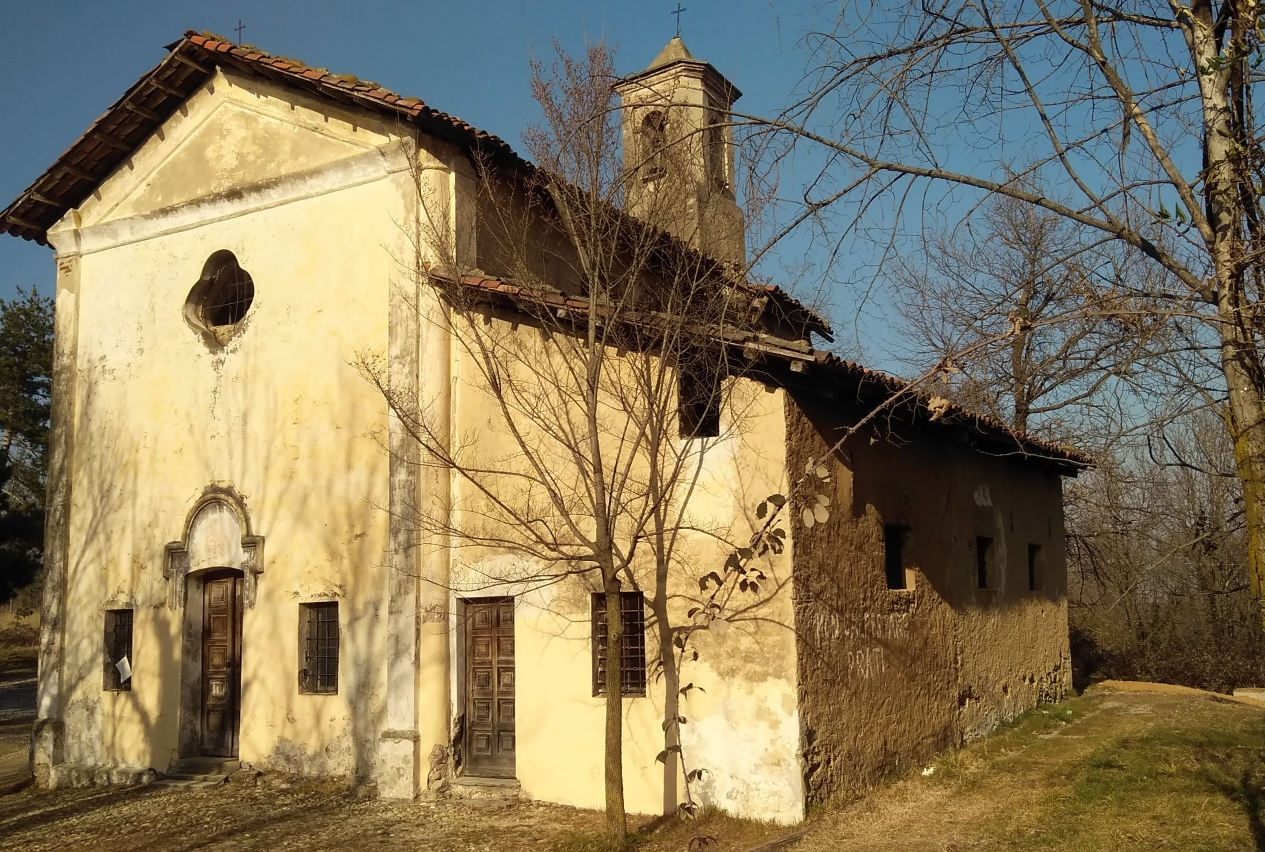
La chiesa di San Grato

Il primo riferimento noto a Baratonia risale a un documento del 1090 che cita il castrum Baratonie (castello di Baratonia), al tempo sede della casata dei Visconti di Baratonia i cui possedimenti comprendevano, oltre alla Val Ceronda, ampie porzioni delle basse valli di Lanzo e della Valsusa, quest'ultima con sede a Villar Focchiardo. Attorno alla metà del XV secolo i possedimenti dei visconti furono ereditati da Guglielmo d'Harcour. Più tardi il feudo di Baratonia passò ai Somatis di Baratonia.
Baratonia fu comune autonomo fino al 1870, anno nel quale fu unita a Varisella; la nuova amministrazione comunale riscattò nel 1891 gli ultimi diritti feudali rimasti alla famiglia Somatis per una cifra di 5.000 lire.

Il codice ISTAT del comune soppresso era 001805, il codice catastale (valido fino al 1983) era A622